# Inau

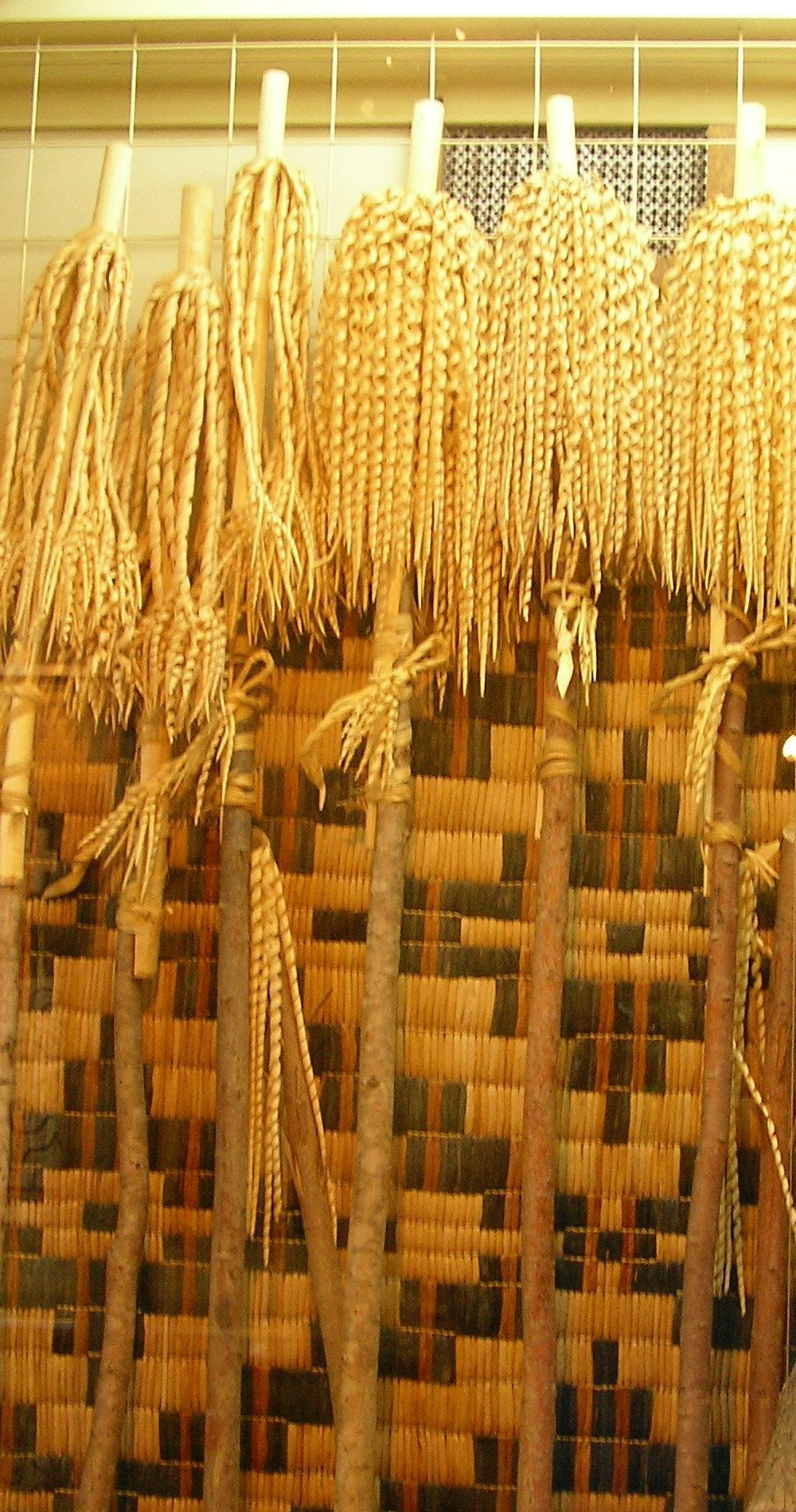
Photo d'instruments cérémoniels inau au musée Kayano Shigeru Nibutani Ainu à Nibutani, Hokkaido, Japon.

Un inau (イナウ, inau) (parfois orthographié inaw) est un talisman de bois sculpté avec des frises par les Aïnous (ethnie minoritaire du Japon).
Les Aïnous sculptent un inau pour se protéger ou afin d'enrayer un problème. Ce sont des talismans et chacun est fabriqué dans un but : protéger des maladies, faire bonne chasse ou même pour retrouver un objet perdu.
Chaque inau a une utilité bien précise. On en trouve un très grand nombre dans les chise (maisons aïnous), sauf si un accouchement ou un décès y ont eu lieu, auquel cas seuls sont conservés les inau autour du foyer car, si l’ours est le plus sacré des esprits animaux, la divinité la plus importante au panthéon aïnu est Ape Fuchi Kamui, la déese du Feu. Chaque chise abrite en son centre un foyer (pour se chauffer et cuisiner) entretenu de jour comme de nuit toute l'année, et c'est là qu'habite la déesse du Feu. Autour de ce foyer, les Aïnous disposent des inau créés pour la remercier de protéger le foyer.
Les inau font partie des moyens de repousser les démons responsables des épidémies de variole.